# Petr Uhlík
Petr Uhlík (* 7. února 1999 Uherské Hradiště) je český herec. Proslavil se rolí Ladislava Hojera v minisérii Metoda Markovič: Hojer, za svůj výkon byl oceněn Českým lvem v kategorii nejlepší herec ve vedlejší roli v seriálovém díle.

## Životopis
V sedmi letech začal hrát na housle, v dětství se také stal členem Dismanova rozhlasového dětského souboru. V patnácti letech byl přijat na Pražskou konzervatoř. Kromě houslí se též věnuje kytaře, zpěvu a divadelní režii.  Jeho manželkou je herečka Andrea Uhlík Berecková s níž žije v Českém středohoří, kde koupili starý mlýn.
V roce 2018 vstoupil do angažmá v pražském Divadle pod Palmovkou, o rok později přešel do Činoherního studia v Ústí nad Labem. Zde také nastudoval jako režisér inscenaci Den člověka.
V roce 2024 ztvárnil roli sadistického vraha Ladislava Hojera v minisérii Metoda Markovič: Hojer. Za roli získal Českého lva v kategorii nejlepší herec ve vedlejší roli v seriálovém díle. Uhlík se netají tím, že role pro něj byla velmi náročná, zhubl kvůli ní 10 kilogramů a měla velký vliv i na jeho psychiku.
V roce 2025 si zahrál podporučíka Matěje Šnajdra v seriálu Vraždy v kraji a také Rudu Fábka v minisérii Král Šumavy, kde znovu spolupracoval s tvůrci, se kterými dříve natáčel seriál Pět let.

## Filmografie

### Film
| Rok  | Název filmu        | Role            |
| ---- | ------------------ | --------------- |
| 2015 | Jan Hus            |                 |
| 2015 | Rodinný film       |                 |
| 2017 | Po strništi bos    | Vlastík         |
| 2022 | Film pro pamětníky |                 |
| 2023 | Bratři             | Vladimír Hradec |
| 2023 | O malých věcech    | Petr            |
| 2025 | Kouzlo derby       | Filip           |
| 2025 | Uzel zla           |                 |

### Televize
| Rok  | Název                          | Role                    | Poznámky               |
| ---- | ------------------------------ | ----------------------- | ---------------------- |
| 2015 | Ordinace v růžové zahradě      |                         | díl: „Je to jen sen“   |
| 2015 | Vraždy v kruhu                 | František               | díl: „Pohřbený rozvod“ |
| 2019 | Specialisté                    | Milan Borovička         | díl: „Otázka cti“      |
| 2022 | Pět let                        | Lukáš                   |                        |
| 2022 | Špunti na cestě                | Šorty                   |                        |
| 2023 | Místo zločinu České Budějovice | Radek Bureš             | díl: „Černé světlo“    |
| 2023 | Oktopus                        | Zradička                | díl: „Dobrý pastýř“    |
| 2023 | Ulice                          | Dalibor Tomášek         |                        |
| 2024 | Metoda Markovič: Hojer         | Ladislav Hojer          | minisérie              |
| 2024 | Adikts                         | Max Bergman             |                        |
| 2024 | Specialisté                    | Milan Borovička         | díl: „Temná triáda“    |
| 2025 | Vraždy v kraji                 | podporučík Matěj Šnajdr |                        |
| 2025 | Král Šumavy                    | Ruda Fábek              |                        |
| 2025 | Noční operatér                 |                         |                        |

## Divadelní role, výběr
- 2020: Jan Plouhar, Lukáš Černoch a kol.: Bratrstvo kočičí pracky, Bohouš, Činoherní studio Ústí nad Labem, režie Jan Plouhar
- 2022: Josef Formánek: Mluviti pravdu, Bernard, Činoherní studio Ústí nad Labem, režie Filip Nuckolls
- 2023: Kateřina Součková, Adam Svozil: Hanzelkazikmund (Zde jsou lvi), WANNABE Cestovatel 2, Činoherní studio Ústí nad Labem, režie Adam Svozil
- 2024: Annie Ernaux: Obyčejná žena, Matka, MeetFactory, režie Eliška Říhová
- 2025: Vítězslav Nezval: Milenci z kiosku, Andreas Žežulka, Činoherní studio Ústí nad Labem, režie Adam Svozil